# Clinocera borkenti
Clinocera borkenti är en tvåvingeart som beskrevs av Sinclair 2008. Clinocera borkenti ingår i släktet Clinocera och familjen dansflugor. Inga underarter finns listade i Catalogue of Life.